# Na dnie (film)
Na dnie (jap. どん底, Donzoko) – japoński dramat filmowy z 1957 roku w reżyserii Akiry Kurosawy. Scenariusz powstał na podstawie rosyjskiej sztuki Maksyma Gorkiego pod tym samym tytułem. Film nakręcony został w Tokio.

## Fabuła
Tokio, połowa XIX wieku. Do domu noclegowego w dzielnicy nędzy przybywa wędrowny mnich Kahei, który próbuje pocieszyć załamanych mieszkańców, m.in.: rōnina wspominającego swoją przeszłość, prostytutkę Osen marzącą o miłości, złodzieja Sutekichi oraz aktora-alkoholika. Po wybuchu bójki sprowokowanej zazdrością właścicielki domu o swojego kochanka, Sutekichiego, ginie właściciel domu noclegowego. Kahei odchodzi, a mieszkańcy domu upijają się.

## Obsada
- Bokuzen Hidari jako Kahei
- Akemi Negishi jako Osen
- Toshirō Mifune jako Sutekichi
- Isuzu Yamada jako Osugi
- Kōji Mitsui jako Yoshisaburō
- Ganjirō Nakamura jako Rokubei
- Kyōko Kagawa jako Okayo
- Minoru Chiaki jako ex-samuraj
- Kamatari Fujiwara jako aktor
- Haruo Tanaka jako Tatsu
- Yū Fujiki jako Unokichi
- Kichijirō Ueda jako agent policji, Shimaz
- Atsushi Watanabe jako Kuna
- Eijirō Tōno jako majster Tomekichi
- Eiko Miyoshi jako żona Tomekichiego, Asa
- Nijiko Kiyokawa jako Otaki